# Hasıllı
Hasıllı è un comune dell'Azerbaigian situato nel distretto di Cəlilabad. Conta una popolazione di 392 abitanti.